# Jürgen Bremer (politiker)
Jürgen Bremer (25. maj 1804 i Adelby – 20. november 1874 i Flensborg) var en slesvig-holstensk politiker.
Han var født i Adelby ved Flensborg, hvor hans fader, Christian Bremer, var degn. Han studerede jura på universitetet i Kiel under særlig undflydelse af professor Nicolaus Falck, hvis statsretlige lærdomme han gjorde sig til talsmand for i sin ihærdige agitatoriske virksomhed i Flensborg, hvor han 1828 havde nedsat sig som sagfører (advokat). I marts 1848 optoges han i den provisoriske regering i Rendsborg (til oktober samme år) og var senere medlem af «Landesversammlung» og råd i Overappellationsretten i Kiel. Blev 1852 landsforvist og embedsmand i Lübeck. Efter den 2. Slesvigske Krig blev Bremer 1864 borgmester i Flensborg, men afskediget året efter. Død sammesteds 20. november 1874.